# 10782 Hittmair
10782 Hittmair eller 1991 RH4 är en asteroid i huvudbältet som upptäcktes den 12 september 1991 av de båda tyska astronomen Freimut Börngen och Lutz D. Schmadel vid Tautenburg-observatoriet. Den är uppkallad efter fysikern Otto Hittmair.